# Pável Travkin
Pável Travkin –en ruso, Павел Травкин– (15 de agosto de 1997) es un deportista ruso que compite en bobsleigh en la modalidad cuádruple. Ganó una medalla de bronce en el Campeonato Europeo de Bobsleigh de 2022.

## Palmarés internacional
| Campeonato Europeo | Campeonato Europeo   | Campeonato Europeo | Campeonato Europeo |
| Año                | Lugar                | Medalla            | Prueba             |
| ------------------ | -------------------- | ------------------ | ------------------ |
| 2022               | Sankt Moritz (Suiza) | Medalla de bronce  | Cuádruple          |